# Sidney (famiglia)

Stemma dei Sydney

Sidney o Sydney è un cognome inglese di origine probabilmente anglosassone derivante da [æt þǣre] sīdan īege ossia ampia isola. Potrebbe tuttavia anche derivare dalla città francese Saint-Denis.

## Regno di Gran Bretagna
La famiglia crebbe di importanza durante la dinastia Tudor con il cortigiano Sir William Sidney. Suo figlio Henry Sidney divenne un importante politico e cortigiano. Dalla moglie Mary Dudley ebbe come figli Philip Sidney, poeta e cortigiano, Mary Sidney e Robert Sidney, I conte di Leicester. Nel 1603 venne creato Barone Sydney di Penhurst. Dopo Robert i conti di Leicester portarono il cognome Sidney:
- Robert Sidney, II conte di Leicester (1595-1677), padre del repubblicano Algernon Sidney (1623-1683) e di Henry Sidney (1641-1704), creato Barone Milton e Visconte Sidney nel 1689 e conte di Romney nel 1694;
- Philip Sidney, III conte di Leicester (1619-1698);
- Robert Sidney, IV conte di Leicester (1649-1702);
- Philip Sidney, V conte di Leicester (1676-1705);
- John Sidney, VI conte di Leicester (1680-1737);
- Jocelyn Sidney, VII conte di Leicester (1682-1743).

La prima creazione del titolo Barone Sydney si estinse con la morte nel 1743 del settimo conte di Leicester.
Nel 1768 Dudley Cosby, Ministro Plenipotenziario per la Danimarca dal 1763 al 1765, venne creato Barone Sydney (seconda creazione) ma il titolo si estinse con la sua morte nel 1774.
La terza creazione si ebbe nel 1783 a favore di Thomas Townshend poi creato Visconte Sidney. Il titolo venne acquisito dai suoi discendenti: 
- John Thomas Townshend, II visconte Sydney (1764–1831);
- John Robert Townshend, III visconte Sydney (1805–1890), creato conte Sydney nel 1874.

Elizabeth, figlia ed erede di Thomas Sidney e nipote di Robert Sidney, quarto conte di Leicester, fu la nonna di John Shelley-Sidney, il cui figlio Philip Sidney (1800 - 1851) venne creato durante il Regno Unito Barone De L'Isle e Dudley. I suoi successori portarono il cognome Sidney:
- Philip Sidney, II barone De L'Isle e Dudley (1828 - 1898);
- Philip Sidney, III barone De L'Isle e Dudley (1853 - 1922);

*Algernon Sidney, IV barone De L'Isle e Dudley (1854 - 1945);
- William Sidney, V barone De L'Isle e Dudley (1859 - 1945);
- William Philip Sidney, VI barone De L'Isle e Dudley (1909 - 1991);
- Philip John Algernon Sidney, II visconte De L'Isle (nato nel 1945).